# Brockway
Brockway é um distrito localizado no estado norte-americano de Pensilvânia, no Condado de Jefferson.

## Demografia
Segundo o censo norte-americano de 2000, a sua população era de 2182 habitantes. 
Em 2006, foi estimada uma população de 2092, um decréscimo de 90 (-4.1%).

## Geografia
De acordo com o United States Census Bureau tem uma área de 
3,0 km², dos quais 3,0 km² cobertos por terra e 0,0 km² cobertos por água.

## Localidades na vizinhança
O diagrama seguinte representa as localidades num raio de 20 km ao redor de Brockway. 